# Karl Hannemann
Karl Hannemann (* 4. März 1895 in Freiberg; † 6. November 1953 in Berlin) war ein deutscher Schauspieler.

## Leben

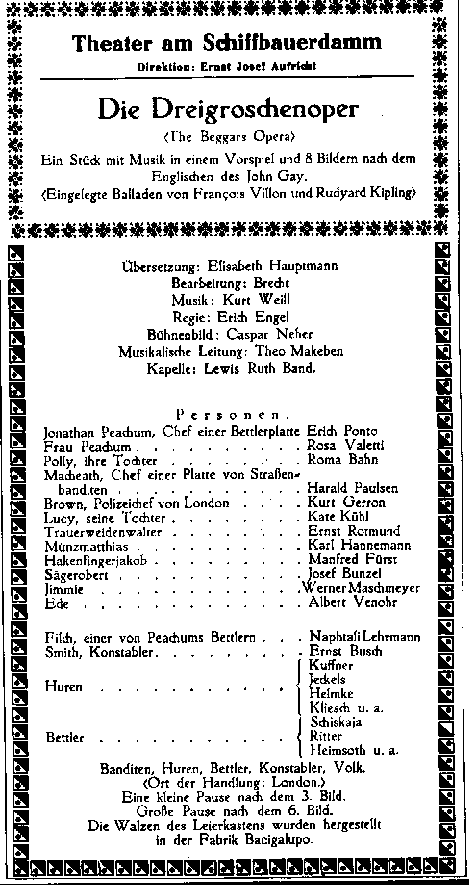
Hannemann als Münzmatthias bei der Uraufführung 1928

Der Sohn eines Theaterdirektors volontierte 1914 beim Theater und gab sein Debüt im selben Jahr am Berliner Schillertheater. Er stand auf diversen hauptstädtischen Bühnen, darunter 1934 bis 1937 am Theater am Schiffbauerdamm und von 1940 bis 1941 am Deutschen Theater. 1944 wurde er kurz vor Kriegsende in die Gottbegnadeten-Liste aufgenommen.
Beim Film hatte er anfangs nur sporadische Auftritte, doch seit Beginn der 1930er Jahre wirkte er als Nebendarsteller in zahlreichen Produktionen mit. Er verkörperte Faktoten, Diener, Kumpel, Kleinkriminelle und andere Figuren dieser Art.
Nach Kriegsende konnte er bei der DEFA an seine Filmkarriere anknüpfen, beendete jedoch 1949 seine Arbeit beim Film. Als Bühnenschauspieler agierte er wieder beim Deutschen Theater und ab 1948 am Schlossparktheater sowie am Schillertheater in West-Berlin.

## Filmografie
- 1921: Die Beichte einer Mutter
- 1921: Der Friedhof der Lebenden
- 1921/22: Frauenbeichte (3 Teile)
- 1922: Die Erlebnisse einer Kammerzofe
- 1928: Unter der Laterne
- 1928: Der Mann mit dem Laubfrosch
- 1930: Zwei Krawatten
- 1931: M
- 1931: Gassenhauer
- 1932: Das Abenteuer der Thea Roland
- 1932: Fünf von der Jazzband
- 1931: Man braucht kein Geld
- 1932: Der schwarze Husar
- 1932: Der träumende Mund
- 1932: Unter falscher Flagge
- 1933: Drei blaue Jungs – ein blondes Mädel
- 1933: Hitlerjunge Quex
- 1934: Liebe, Tod und Teufel
- 1934: Pechmarie
- 1934: Die Insel
- 1934: Prinzessin Turandot
- 1935: Das Mädchen Johanna
- 1935: Der höhere Befehl
- 1936: Der Abenteurer von Paris
- 1936: August der Starke
- 1936: Die Nacht mit dem Kaiser
- 1936: Die Stunde der Versuchung
- 1936: Die unmögliche Frau
- 1937: Die gelbe Flagge
- 1937: La Habanera
- 1937: Patrioten
- 1937: Togger
- 1937: Gefährliches Spiel
- 1937: Zu neuen Ufern
- 1937/53: Starke Herzen
- 1938: Capriccio
- 1938: Du und ich
- 1938: Die fromme Lüge
- 1938: Der nackte Spatz
- 1938: Schüsse in Kabine 7
- 1938: Der Spieler
- 1938: Steputat & Co.
- 1938: Urlaub auf Ehrenwort
- 1938: Fracht von Baltimore
- 1938: Mordsache Holm
- 1939: Es war eine rauschende Ballnacht
- 1939: Robert Koch, der Bekämpfer des Todes
- 1939: Roman eines Arztes
- 1939: Salonwagen E 417
- 1939: Zentrale Rio
- 1939: Die Geliebte
- 1939: Der Polizeifunk meldet
- 1939: Nanette
- 1939: Der Weg zu Isabell
- 1940: Der Fuchs von Glenarvon
- 1940: Golowin geht durch die Stadt
- 1940: Die gute Sieben
- 1940: Die 3 Codonas
- 1940: Mädchen im Vorzimmer
- 1940: Die Rothschilds
- 1940: Unser Fräulein Doktor
- 1941: Heimaterde
- 1942: GPU
- 1942: Der Seniorchef
- 1942: Viel Lärm um Nixi
- 1942: Wir machen Musik
- 1942: Diesel
- 1942: Andreas Schlüter
- 1942: Liebeskomödie
- 1942: Zwischen Himmel und Erde
- 1943: Altes Herz wird wieder jung
- 1943: Du gehörst zu mir
- 1943: Gefährlicher Frühling
- 1944: Die Frau meiner Träume
- 1944: Ein fröhliches Haus
- 1944: Das Leben ruft
- 1944: Der Majoratsherr
- 1944: Seinerzeit zu meiner Zeit
- 1944: Sommernächte
- 1944: Die Zaubergeige
- 1944: Die schwarze Robe
- 1944/48: Fahrt ins Glück
- 1944/49: Der Posaunist
- 1944/49: Ruf an das Gewissen
- 1945: Der stumme Gast
- 1945: Kamerad Hedwig (unvollendet)
- 1945: Die Schenke zur ewigen Liebe (unvollendet)
- 1945: Der Puppenspieler (unvollendet)
- 1945: Shiva und die Galgenblume (unvollendet)
- 1946: Irgendwo in Berlin
- 1947: … und über uns der Himmel
- 1947: Ehe im Schatten
- 1947: Straßenbekanntschaft
- 1948: Berliner Ballade
- 1948: Der große Mandarin
- 1949: Die Kuckucks
- 1949: Quartett zu fünft
- 1949: Unser täglich Brot
- 1950: Der Rat der Götter

## Synchronisation
- 1943 (1946): Stepan Kajukow als Bachtijar in Nasreddin in Buchara

## Theater
- 1914: Heinrich von Kleist: Die Hermannsschlacht (Luitgar) – Regie: Franz Bonno (Schiller Theater Berlin)
- 1921: Montague Glass: Potasch und Perlmutter (Boris Andrieff) – Regie: Iwan Smith (Deutsches Theater Berlin)
- 1922: Ernst Toller: Maschinenstürmer – Regie: ? (Großes Schauspielhaus Berlin)
- 1922: Friedrich Hebbel: Judith (Daniel) – Regie: Berthold Viertel (Großes Schauspielhaus Berlin)
- 1922: Anton Tschechow: Der Heiratsantrag – Regie: ? (Deutsches Theater Berlin – Kammerspiele)
- 1923: William Shakespeare: Der Kaufmann von Venedig (Salarino) – Regie: Berthold Viertel (Die Truppe im Lustspielhaus Berlin)
- 1923: Heinrich von Kleist: Penthesilea (Doloper) – Regie: Richard Nevy (Deutsches Theater Berlin)
- 1923: Knut Hamsun: Vom Teufel geholt – Regie: Berthold Viertel (Die Truppe im Lustspielhaus Berlin)
- 1924: Ernst Toller: Bordelle des Krieges – Regie: Ernst Raden (Volksbühne Theater am Bülowplatz Berlin)
- 1925: Friedrich Schiller: Don Carlos (Herzog von Feria) – Regie: Fritz Holl (Volksbühne Theater am Bülowplatz Berlin)
- 1925: Rudolf Leonhard: Segel am Horizont (Neger) – Regie: Erwin Piscator (Volksbühne Theater am Bülowplatz Berlin)
- 1926: Dietzenschmidt: Vom lieben Augustin – Regie: Viktor Schwanneke (Volksbühne Theater am Bülowplatz Berlin)
- 1926: Fritz Stavenhagen: Der dütsche Michel – Regie: Erwin Kalser (Volksbühne Theater am Bülowplatz Berlin)
- 1927: Ernst Toller: Hoppla, wir leben! – Regie: Erwin Piscator (Piscator-Bühne im Theater am Nollendorfplatz Berlin)
- 1927: Ehm Welk: Gewitter über Gotland – Regie: Erwin Piscator (Volksbühne Theater am Bülowplatz Berlin)
- 1928: Bertolt Brecht, Kurt Weill: Die Dreigroschenoper (Münzmatthias) – Regie: Erich Engel (Theater am Schiffbauerdamm Berlin)
- 1928: Joseph Jefferson Farjeon: Nr. 17 – Regie: Hans Lotz (Lessingtheater Berlin)
- 1928: Erich Mühsam: Judas (Pazifist) – Regie: Leopold Lindtberg (Piscator-Bühne im Theater am Nollendorfplatz Berlin)
- 1929: Marieluise Fleißer: Pioniere in Ingolstadt – Regie: Jacob Geis (Theater am Schiffbauerdamm)
- 1930: Bruno Frank:  Sturm im Wasserglas (Dr. Thoß) – Regie: Hans Deppe (Theater in der Stresemannstraße)
- 1932: Eleonore Kalkowska: Zeitungsnotizen – Regie: Heinz Dietrich Kenter (Schiller Theater Berlin)
- 1933: Emil Pohl: Eine leichte Person (Pühsecke) – Regie: Heinz Hilpert (Volksbühne Theater am Bülowplatz Berlin)
- 1945: Gotthold Ephraim Lessing: Nathan der Weise – Regie: ? (Deutsches Theater Berlin)
- 1946: Jean Anouilh: Der Reisende ohne Gepäck (Kammerdiener) – Regie: Hans-Robert Bortfeldt (Deutsches Theater Berlin – Kammerspiele)
- 1946: George Bernard Shaw: Kapitän Brassbounds Bekehrung (Räuber) – Regie: Gustaf Gründgens (Marzo) (Deutsches Theater Berlin – Kammerspiele)
- 1947: Jewgeni Schwarz: Der Schatten (Korporal) – Regie: Gustaf Gründgens (Deutsches Theater Berlin – Kammerspiele)
- 1947: Carl Sternheim: Die Hose (Fremder) – Regie: Willi Schmidt (Deutsches Theater Berlin – Kammerspiele)
- 1947: Rose Franken: Claudia (Fritz) – Regie: Arthur Maria Rabenalt (Deutsches Theater Berlin – Kammerspiele)
- 1948: Carl Zuckmayer: Des Teufels General (Polizeikommissar) – Regie: Boleslaw Barlog (Schlosspark Theater Berlin)
- 1949: Jacques Deval: Wir armen Erdenbürger (Kellner) – Regie: Günter Rennert (Schlosspark Theater Berlin)
- 1949: William Shakespeare: Der Sturm (Kapitän) – Regie: Lothar Müthel (Schlosspark Theater Berlin)
- 1951: Jean-Louis Barrault, André Gide nach Franz Kafka: Der Prozeß – Regie: Willi Schmidt (Schlosspark Theater Berlin)